# Flughafen Billund

i7
i11
i13
Der Flughafen Billund (dänisch Billund Lufthavn, Marketing-Name Billund Airport - verden direkte, IATA-Code: BLL, ICAO-Code: EKBI) liegt rund zwei Kilometer nordöstlich von Billund in der Mitte Jütlands. Er ist mit 3,5 Mio. Fluggästen im Jahr 2018 der zweitgrößte Flughafen in Dänemark.

## Lage
Nach Vejle, der Regionshauptstadt der Region Syddanmark sind es rund 30 Kilometer und nach Kopenhagen 251 Kilometer. Die Lego-Werke und der Freizeitpark Legoland befinden sich in unmittelbarer Nähe.

## Geschichte

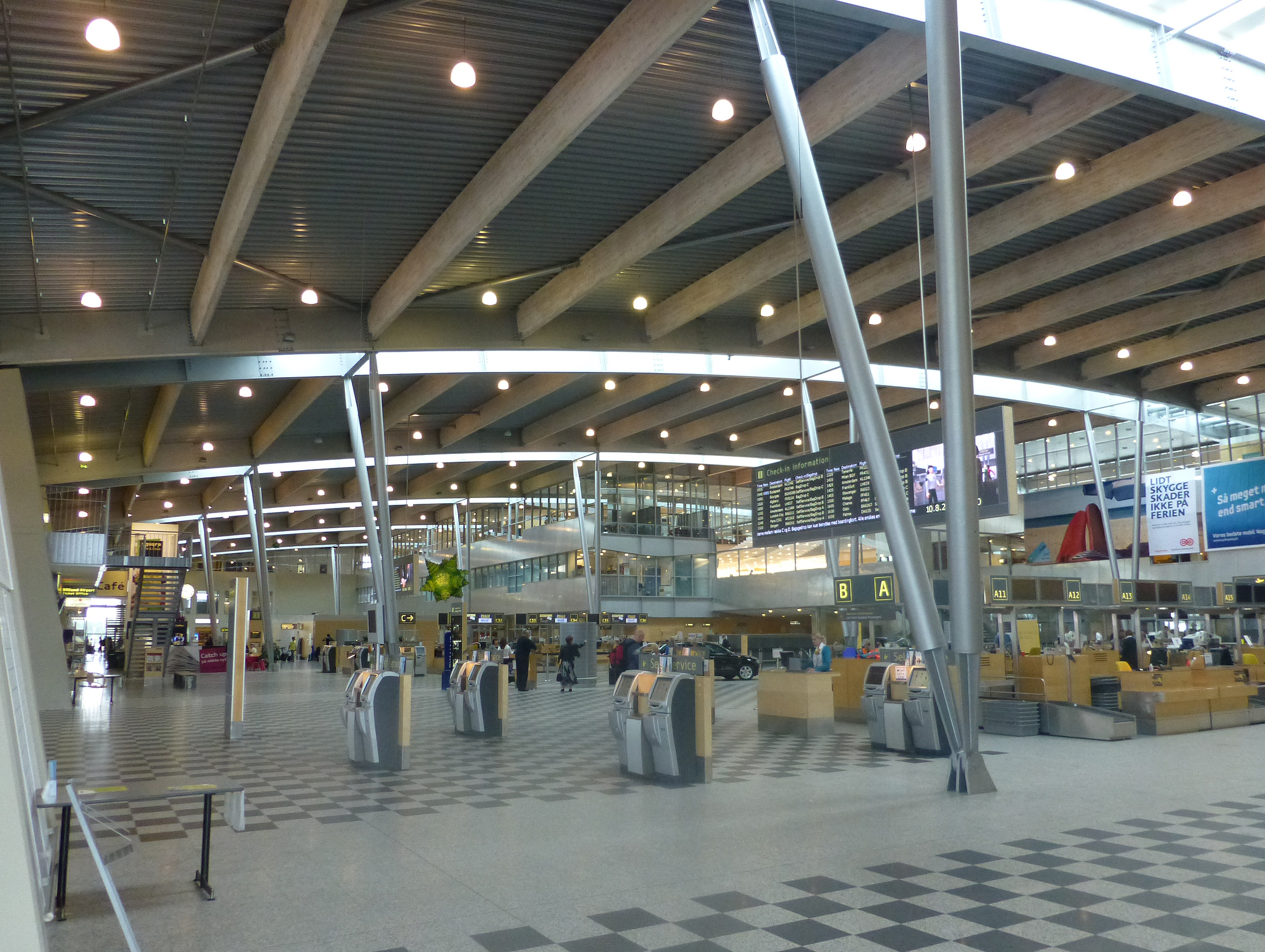
Abflughalle

Bereits 1961 war auf Betreiben des Lego-Eigentümers Godtfred Kirk Christiansen auf dem Gelände eine 900 Meter lange Graslandebahn angelegt worden, die am 10. September 1962 eingeweiht wurde. 1964 wurde sie durch eine 1660 Meter lange asphaltierte Start- und Landebahn ersetzt. Neuer Eigentümer wurde das Unternehmen Billund Airport AmbA. Gesellschafter waren die Gemeinden Billund, Fredericia und Kolding. Lego verpflichtete sich zugunsten eines unbegrenzten Nutzungsrechts, den Flughafen in den nächsten fünf Jahren zu betreiben und den Ausbau der Start- und Landebahnen zu subventionieren. Der Flughafen wurde 1964 unter dem Namen Billund Lufthaven eröffnet. 1966 wurde das erste reguläre Terminal eröffnet, bis 1971 wurde die Start- und Landebahn auf eine Länge von 3100 Meter ausgebaut. 1997 wurde die Betreibergesellschaft in eine Aktiengesellschaft, die Billund Airport A/S, überführt. Ein neues Passagierterminal wurde 2022 in Betrieb genommen.
Der Flughafen sollte mit der Neubaustrecke Jelling–Billund an das dänische Eisenbahnnetz angeschlossen werden, deren Planung wurde jedoch wegen fehlender Wirtschaftlichkeit beendet.

## Fluggesellschaften und Ziele

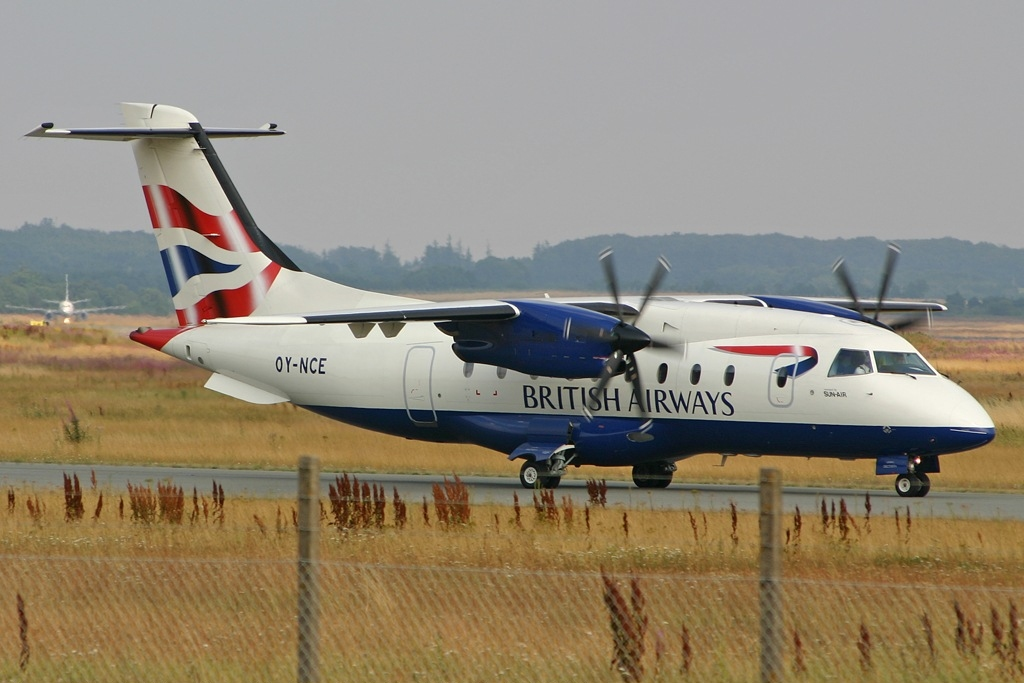
Dornier 328 der Sun-Air of Scandinavia auf dem Flughafen Billund

Sun-Air of Scandinavia, die ab 1996 über ein Franchise-Abkommen unter dem Markennamen von British Airways flog, hat ihren Sitz in Billund. Im März 2025 wurde der Linienbetrieb von Sun-Air of Scandianiva eingestellt. Im Dezember 2011 gab die Billigfluggesellschaft Ryanair bekannt, in Billund eine Basis zu eröffnen und zunächst zwei Boeing 737-800 hier zu stationieren. Ab April 2025 stellte Ryanair den Flugverkehr über Billund ein, nachdem Dänemark zu Jahresbeginn eine Passagiersteuer eingeführt hatte, die Basis wurde geschlossen.
Von Billund aus sind 85 Ziele direkt erreichbar. In deutschsprachige Länder bestehen mit Stand August 2025 Verbindungen nach Frankfurt und München mit Lufthansa, nach Zürich und St. Gallen sowie nach Innsbruck und Salzburg.

## Verkehrszahlen
| Jahr | Passagiere | Fracht in t | Flugbewegungen |
| ---- | ---------- | ----------- | -------------- |
| 1970 | 320.200    | 2.478       | 55.200         |
| 1980 | 661.900    | 3.489       | 47.500         |
| 1990 | 984.391    | 13.804      | 72.841         |
| 2000 | 1.841.030  | 39.500      | 51.922         |
| 2001 | 1.700.681  | 41.761      | 51.213         |
| 2002 | 1.643.771  | 41.703      | 47.926         |
| 2003 | 1.604.764  | 39.788      | 48.827         |
| 2004 | 1.849.799  | 48.424      | 50.827         |
| 2005 | 1.980.470  | 52.103      | 53.671         |
| 2006 | 1.882.034  | 55.986      | 50.404         |
| 2007 | 2.262.125  | 58.617      | 52.725         |
| 2008 | 2.546.856  | 55.775      | 53.189         |
| 2009 | 2.299.835  | 45.477      | 48.695         |
| 2010 | 2.574.340  | 61.568      | 51.520         |
| 2011 | 2.710.516  | 63.326      | 52.758         |
| 2012 | 2.734.807  | 61.666      | 50.021         |
| 2013 | 2.829.507  | 63.420      | 50.072         |
| 2014 | 2.852.076  | 62.608      | 48.864         |
| 2015 | 2.909.231  | 63.063      | 49.904         |
| 2016 | 3.092.013  | 66.595      | 51.479         |
| 2017 | 3.375.363  | 72.470      | 54.271         |
| 2018 | 3.506.209  | 73.221      | 53.583         |
| 2019 | 3.718.875  | 74.064      | 56.970         |
| 2020 | 929.082    | 67.149      | 31.248         |
| 2021 | 1.362.932  | 73.161      | 31.019         |
| 2022 | 3.712.400  | 76.874      | 47.337         |
| 2023 | 3.979.320  | 76.363      | 48.627         |
| 2024 | 3.898.648  | 90.175      | 46.724         |

## Trivia
Im Jahr 2014 veröffentlichte LEGO ein auf 10.000 Stück limitiertes Set des Flughafens Billund in seiner Architecture-Serie. Das Set war ausschließlich am Flughafen käuflich erhältlich.